# Protestantische Kirche Forbach

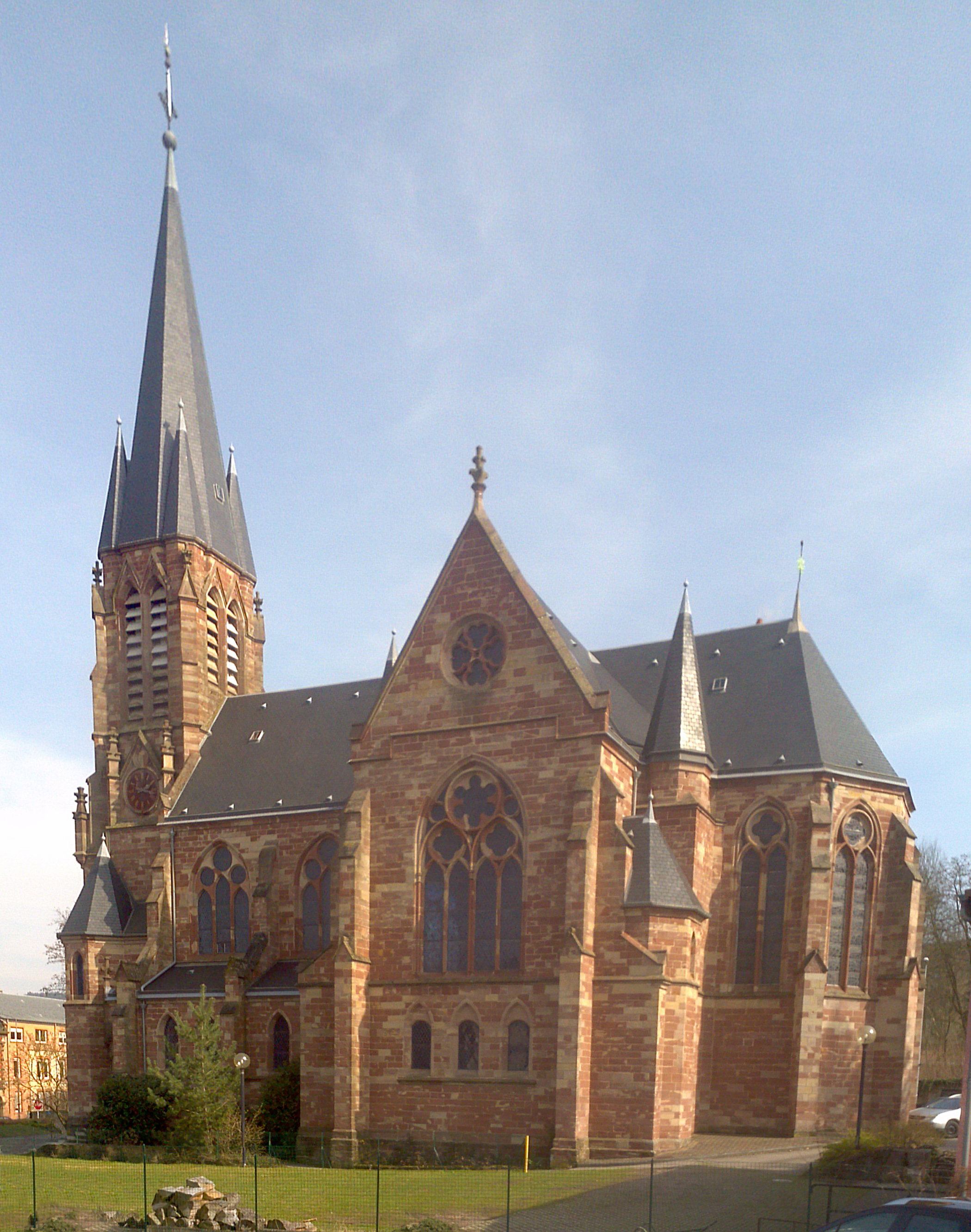
Nordwestfassade

Die protestantische Kirche (französisch Église protestante) oder evangelisch-lutherische Kirche von Forbach im französischen Département Moselle in Lothringen wurde 1892 im neogotischen Stil errichtet. Forbach gehörte damals zum Reichsland Elsaß-Lothringen. Die Kirche entstand zu einer Zeit, als Forbach sein größtes städtebauliches Wachstum erlebte und durch immer neue Industrieansiedlungen vermehrt protestantische Arbeitnehmer zuzogen. Sie ist die einzige protestantische Kirche in der Stadt Forbach. Die Gemeinde bekennt sich zur Augsburger Konfession: S. 140 und gehört zur Protestantischen Kirche Augsburgischen Bekenntnisses von Elsass und Lothringen (EPCAAL).

## Umfeld
Das katholisch geprägte Forbach war Mittelzentrum einer Region, in der in der zweiten Hälfte des 19. Jahrhunderts die Montanindustrie aufblühte. Heute sind die Bergwerke und Eisenwerke geschlossen, die Region befindet sich im Strukturwandel. Um 1850 hatte der Kanton Forbach (damals weit ausgedehnter als heute) 15.716 Einwohner, wovon gerade 180 den beiden evangelischen Bekenntnissen angehörten.: S. 242

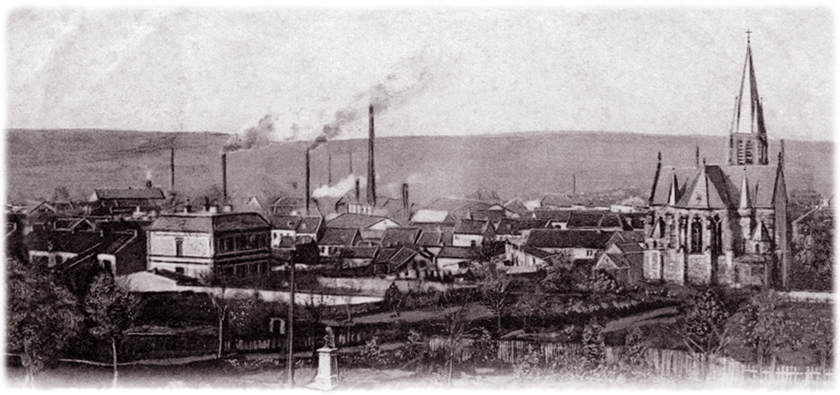
Panorama Forbach um 1910 mit Protestantischer Kirche von Südwesten

Um 1850 entstand die Forbacher Bahn, die wenig später Metz mit Saarbrücken verband, gleichzeitig auch das Hüttenwerk in Stiring-Wendel sowie im Jahr 1853 die Pappmachéfabrik Adt, deren wichtigstes Werk das in Forbach wurde. Im Jahr 1856 begann die Kohleförderung in Petite-Rosselle, 1860 die Produktion von Eisenbahnschienen in Hombourg-Haut. Im Jahr 1866 waren in Forbach und im benachbarten Arrondissement Sarreguemines erstmals mehr Menschen im Sekundären als im Primären Wirtschaftssektor beschäftigt.
Nach dem Deutsch-Französischen Krieg ging die Verwaltung im nordöstlichen Lothringen in deutsche Hände über und wurde durch die veränderten politischen Verhältnisse den deutschen Erfordernissen angepasst (Bezirk Lothringen). Besonders in den 1890er Jahren erlangte Forbach eine Vorrangstellung als Handels- und Industriestandort, in deren Folge die Beschäftigtenzahlen erneut wuchsen. Die bisher katholisch geprägte Region erreichte einen protestantischen Bevölkerungsanteil von annähernd 20 Prozent.
Sowohl in Sarreguemines als auch in Forbach begann das protestantische Leben in ähnlicher Weise: Um 1841 sammelte Pastor Dürr aus Courcelles-Chaussy seine Gemeindemitglieder für den ersten protestantischen Gottesdienst, ab 1844 wurde eine Vikarstelle für Forbach und Sarreguemines eingerichtet. Ein erster Andachtsraum wurde im Jahr 1847 eröffnet, die Gemeinde offiziell im April 1869 gegründet. Die Gemeinde bildete zusammen mit Stiring-Wendel, Petite-Rosselle, Hombourg-Haut, L’Hôpital, Carling und Œting eine eigene Pfarrei. Forbach, das zuvor zur sechs Stunden entfernten Pfarrei Herbitzheim gehörte, bildete zusammen mit Sarre-Union jetzt ein Konsistorium. Die ersten Pfarrer waren G. J. Roser, 1862–68 J. Balzli, dann für vierzig Jahre bis 1908 A. C. Lange.

## Baugeschichte

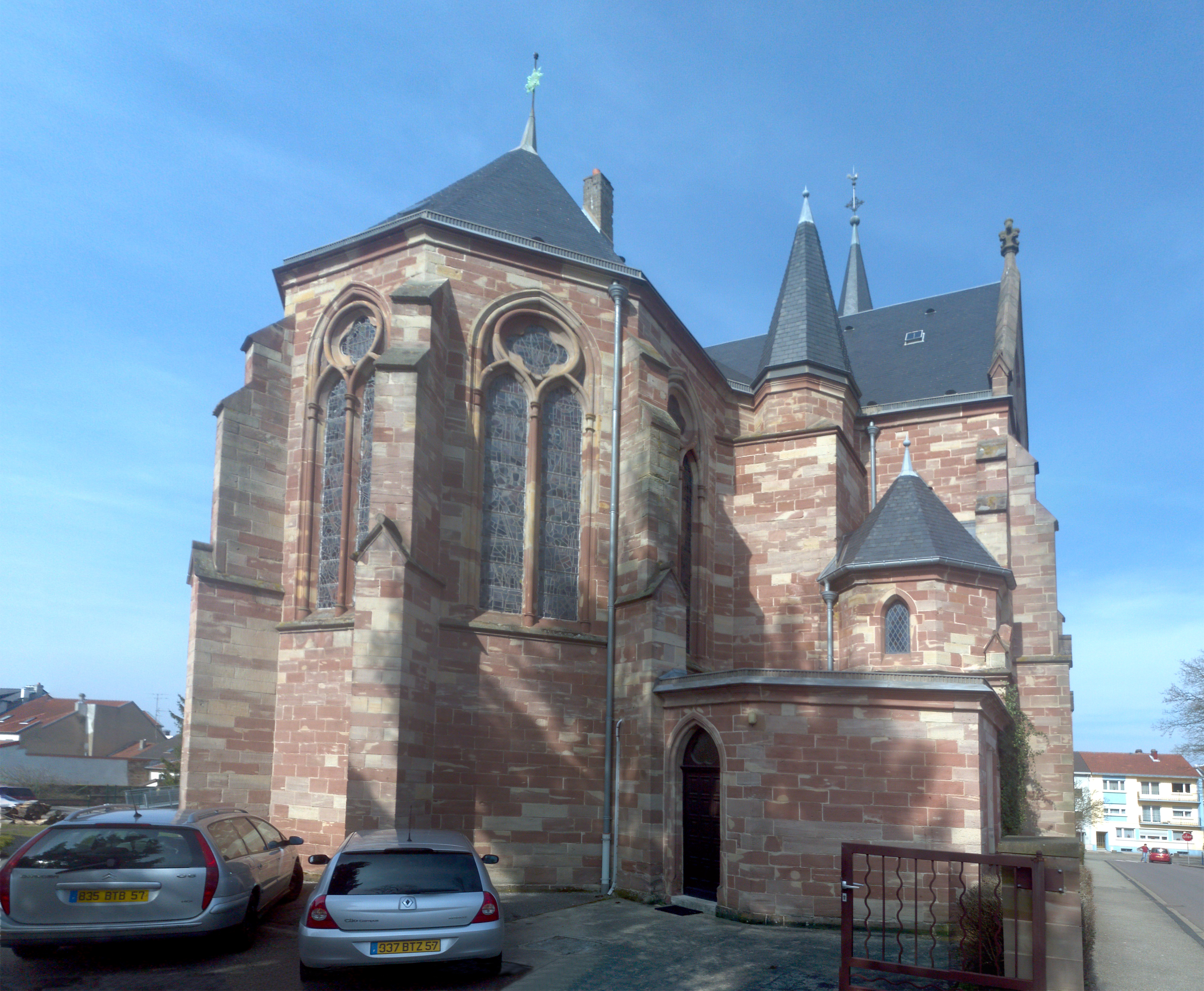
Südecke. Rechts die rue des Alliés

Das heutige Kirchengebäude hatte einen spätklassizistischen Vorgängerbau mit 200 Sitzplätzen, der am 3. Sonntag nach Ostern 1849 eingeweiht wurde. Dieser reichte wenige Jahre später bereits nicht mehr aus. Hatte die Gemeinde im Jahr 1869 schon 275 Gemeindeglieder, vervierfachte sich die Zahl innerhalb von 25 Jahren auf über 1200.: S. 245–247
Für die alte Kirche samt Grundstück an der Rue Sainte-Croix (D 31), die zur Heilig-Kreuz-Kapelle aus dem 13. Jahrhundert führt, bot im Jahr 1887 die benachbarte Firma Adt 15.000 Mark.: S. 140
Mit dem Entwurf einer neuen Kirche wurde der Architekt und Stadtbaurat in Metz Conrad Wahn beauftragt. Er hatte zuvor Um- und Erweiterungsbauten an Metzer Sakralbauten durchgeführt. In den Jahren 1887 bis 1889 leitete er den Bau der protestantischen Kirche in St. Avold im neogotischen Stil. Später wurden nach Wahls Entwürfen auch die protestantischen Kirchen in Saarburg in Lothringen (1896–98), in Saargemünd (1897–98) und in Metz (1901–04) errichtet. Die Metzer protestantische Kirche, der Temple Neuf, war sein aufwändigstes Projekt mit hohem repräsentativem Anspruch. Die von Wahl entworfenen Kirchen im Bezirk Lothringen bilden eine Gruppe von Zentralbauanlagen von hohem architektonischen Interesse. Darüber hinaus war Wahl später an der Errichtung des Metzer Hauptbahnhofes beteiligt sowie ab dem Jahr 1903 an der südlichen Stadterweiterung.
Der Entwurf mit einem Kostenvoranschlag von 70.000 Mark lag den kirchlichen und staatlichen Behörden im Jahr 1887 zur Genehmigung vor. Die Kirchenleitung in Straßburg hatte aus Erfahrung Bedenken mit der Anzahl der Sitzplätze, die sie von 566 auf 650 erhöht haben wollte und stellte dafür 20.000 Mark zusätzlich zur Verfügung. Nachdem vom deutschen Kaiser als Landesherr auch der evangelisch-lutherischen Kirche noch ein sogenanntes Gnadengeschenk „mit Rücksichtnahme auf ein allgemeines Interesse, auf die Verschönerung eines in voller Entwicklung begriffenen neuen Stadtviertels“ gemacht wurde, war die Finanzierung gesichert und der Bauplatz konnte erworben werden. Unstimmigkeiten mit der Baufirma Schultheiss aus Saarlouis führten zu einem Wechsel zur Firma Josef Finck aus Zinzing, die 3000 Mark mehr veranschlagte. Bei der Fertigstellung des Sakralbaues beliefen sich die Aufwendungen auf 93.000 Mark. Im Vergleich mit anderen zu dieser Zeit fertiggestellten Kirchenbauten lag dieser Geldbetrag im Rahmen.: S. 141 Die Grundsteinlegung war im Jahr 1891, am 1. November 1892 fand nach kurzer Bauzeit die feierliche Einweihung statt.
Im Zweiten Weltkrieg wurden die Dächer der Kirche teilweise zerstört, was zu Schäden an der Inneneinrichtung führte. Außerdem gab es durch Kriegseinwirkung Schäden am nördlichen Querhausarm, die in den Jahren 1949 bis 1954 beseitigt wurden. In diesem Zuge wurden auch die Emporen in den Querschiffarmen entfernt.: S. 141 In den Jahren 1957 und 1959 wurden von Tristan Ruhlmann (1923–1982) die großen Fenstern im Chor neu verglast. Das mittlere Fenster zeigt links den auferstandenen Christus, das Letzte Abendmahl und die Kreuzigung, rechts Szenen aus dem Leben des Apostels Paulus.

## Baukörper

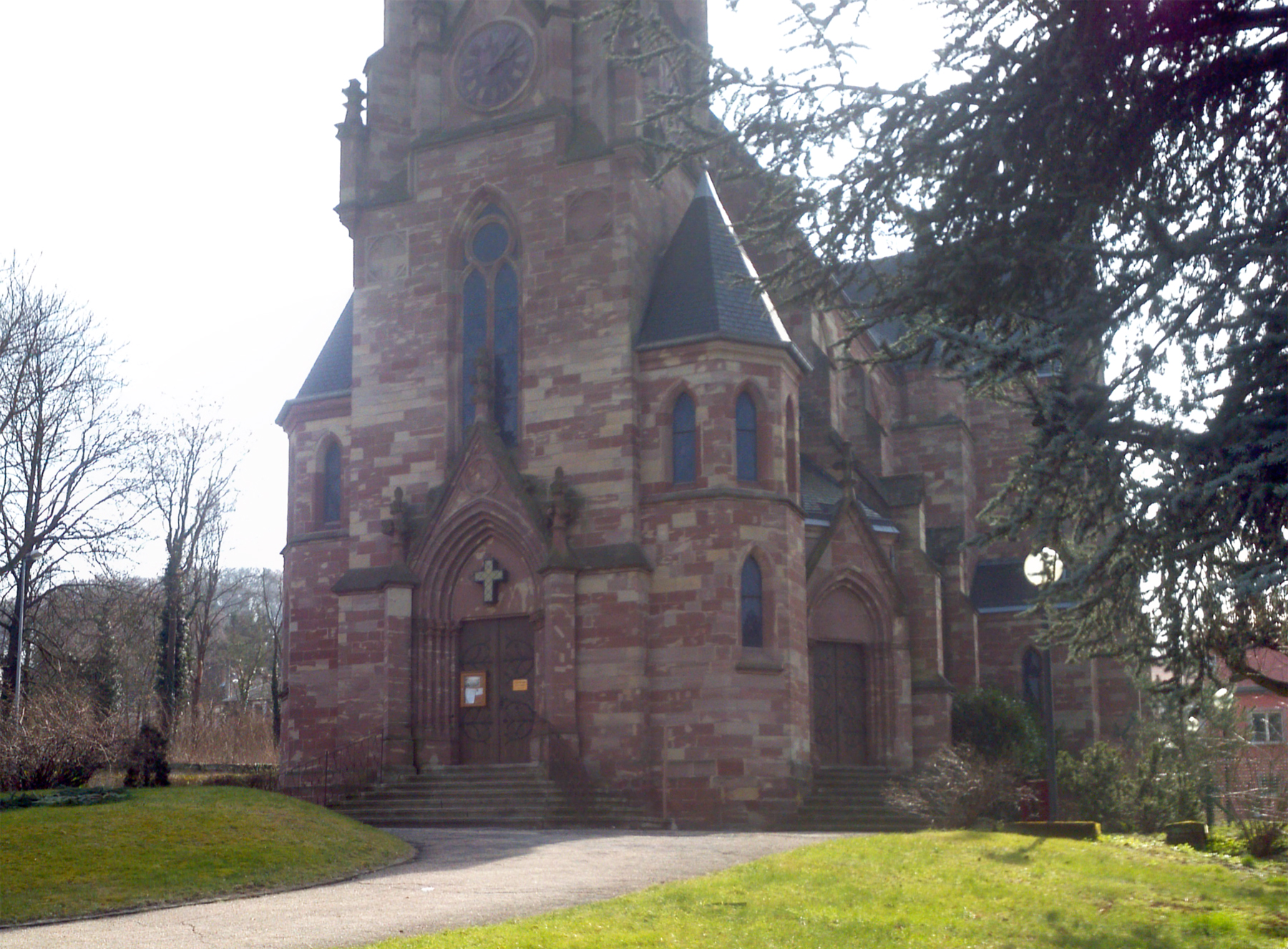
Portal mit diagonalen Seiteneingängen

Das Kirchengebäude liegt zwischen den beiden stadtauswärts führenden Straßen Rue Sainte-Croix und Rue de la Forêt auf leicht ansteigendem Terrain. An der Südostseite des Kirchengrundstücks werden diese von der tangential verlaufenden Rue des Alliés geschnitten; die Längsachse des dreischiffigen Kirchengebäudes liegt ebenfalls in Nordost-Südwest-Richtung.
Die neogotische Basilika mit vorgebautem Ostturm und zurückgesetzten Nebeneingängen in diagonal zum Baukörper ausgerichteten Fronten besitzt im Innern ein stark zentralisierendes Raumschema. Zwei annähernd quadratische Joche bilden das ungewöhnlich kurze Mittelschiff, das von gangartig schmalen Seitenschiffen gesäumt wird. Dazwischen streben kräftig gebündelte Runddienste zum Kreuzrippengewölbe. Die rechteckigen Joche der Seitenschiffe sind mit Kreuzgratgewölbe weniger aufwändig gestaltet, um die Raumhierarchie zu wahren. Von den Seitenschiffen aus verringern tiefgezogene, kleeblattartige Bögen den Durchgang zu türgroßen Öffnungen, um den symmetrischen Kreuz-Grundriss zu wahren. Zudem wird die Zugehörigkeit der Seitenschiffe zum Mittelschiff betont. Weil das letzte, westliche Joch von der Orgelempore beansprucht wird, steht für die Gemeinde nur die fünf Joche des Mittelschiffs, des voluminösen Querhauses, der Vierung und des Chores zur Verfügung, eine im Grundriss dem griechischen Kreuz ähnliche Fläche. Lang- und Querhaus haben die gleiche Breite, das Querhaus ungewöhnliche eineinhalb Joche.
Der lokal gebrochene, rötliche und gelbe Sandstein kontrastiert zu den glatt weiß-verputzten Gefachen der Wände und betont wirkungsvoll die architektonische, die Gotik imitierende Gliederung des Bauwerkes. Ursprünglich vorhandene, zierlich-gemalte Pflanzenranken wurden Opfer diverser Renovierungen. Erhalten geblieben ist ebenfalls nicht der gemalte Wandteppich auf der Chorrückwand, so wie er auf dem historischen Foto aus dem Jahr 1924 noch zu sehen ist.

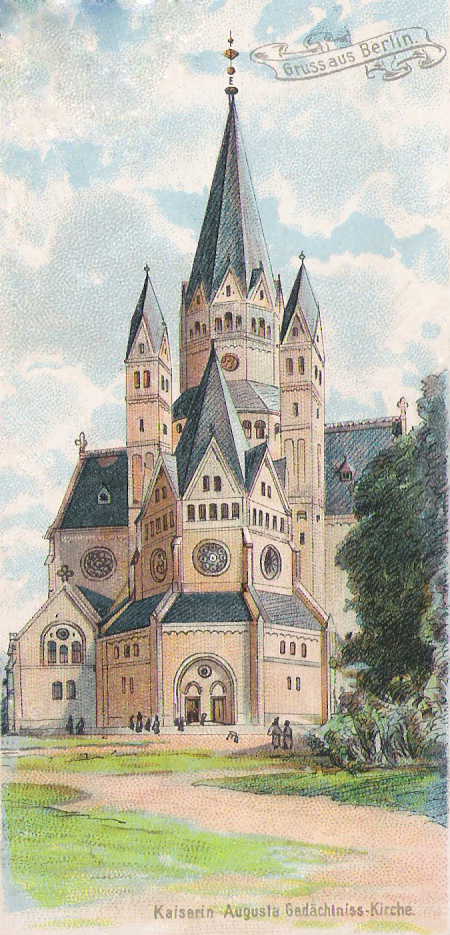
Gnadenkirche (Kaiserin-Augusta-Gedächtnis-Kirche) in Berlin, Farblithografie um 1901

Zentraler Bauteil ist die Vierung, die durch acht Pfeiler zu den Seitenschiffen, den Querhausarmen und der Apsis hin begrenzt wird. Diese Pfeiler sind geschickt durch Haupt- und Nebendienste versteckt, die im Gewölbe zu Kreuzrippen werden. Ohne diese Ecken zu betonen, sorgen die Dienste für ihre architektonische Unterordnung beziehungsweise deren Auflösung. Die kurzen Abschnitte der Ecken werden durch die breiten Spitzbogenöffnungen flankiert und bilden kleine Zwischenräume, die das ursprünglich wahrgenommene Viereck der Vierung zu einem Achteck werden lassen. Diese Überleitung von Vier- zu Achteck wird bautechnisch von Trompen gestützt, die die Zentralraumkomposition betonen.
Die trotz ihrer komplexen Raumkomposition schlicht gehaltene Formenvielfalt erleichtert das Verständnis der architektonischen Raumaufteilung. Die nachträglich bei Renovierungsarbeiten in die Querschiffe eingezogenen Emporen zur Aufnahme der wachsenden Anzahl von Gemeindemitgliedern wurden nach dem Zweiten Weltkrieg wieder entfernt, um der ursprünglichen Raumaufteilung Rechnung zu tragen. Zu diesem Zeitpunkt wurden auch die östlichen Bogenöffnungen der Querschiffarme zugemauert, um die Wärmeverteilung zu verbessern. Die Dreischiffigkeit ist so nur noch im Grundriss ablesbar.
Bemerkenswert ist die äußere Gestaltung, an der sich ebenfalls feststellen lässt, wie wichtig dem Architekten der Zentralbaugedanke war. Die Firste von Lang- und Querhaus sind gleich hoch und werden in den Kreuzwinkeln von vier kleinen Türmen flankiert, die die Breite der Seitenschiffe wiedergeben. Das Querhaus besitzt mithilfe von Substruktionen ebenfalls Seitenschiffe.

## Architektonische Einordnung
Das Bauwerk kann sich mit anderen Sakralbauwerken seiner Zeit messen. Der Architekt Wahn stand am Anfang seiner Hauptschaffensperiode. Zuvor hatte er in Metz und Umgebung bereits eine Reihe bedeutender Bauten errichtet und nahm auch an städteplanerischen Projekten teil. Bei den Kirchenbauten hat Wahn seine Erfahrungen bei der Erweiterung der in den Jahren 1896 bis 1898 errichteten katholischen Pfarrkirche Ste-Ségolène sowie der überaus repräsentativen Kirche St. Martin in Saaralben anwenden können. Sehr ähnlich zur protestantischen Kirche in Forbach wurde die ebenfalls protestantische Kirche in Saargemünd, die in den Jahren 1897 bis 1898 von Wahn geplant und unter der Bauleitung seines Kollegen Berang fertiggestellt wurde.
Inwieweit Wahn Vorbilder anderer Kirchen nutzte, ist nicht dokumentiert. Es fällt aber auf, dass die Raumaufteilung derjenigen der Herz-Jesu-Kirche in Berlin-Prenzlauer Berg von Christoph Hehl entspricht, die allerdings sechs Jahre später errichtet wurde. Auch die im Jahr 1895 eingeweihte Gnadenkirche in Berlin-Mitte, die als „große Schwesterkirche“: S. 143 von Forbach bezeichnet werden kann, hat zwar abweichende stilistische Merkmale, aber ein ebenfalls zweijochiges Langhaus mit kreuzförmiger Anlage und schmalen Seitenschiffen sowie Ecktürmchen in den Kreuzwinkeln, die die Vierung betonen. Auch die ungewöhnliche Teilung der Querschiffe mit einem breiten und einem schmalen Joch entspricht der Forbacher Kirche.

## Ausstattung

### Orgel

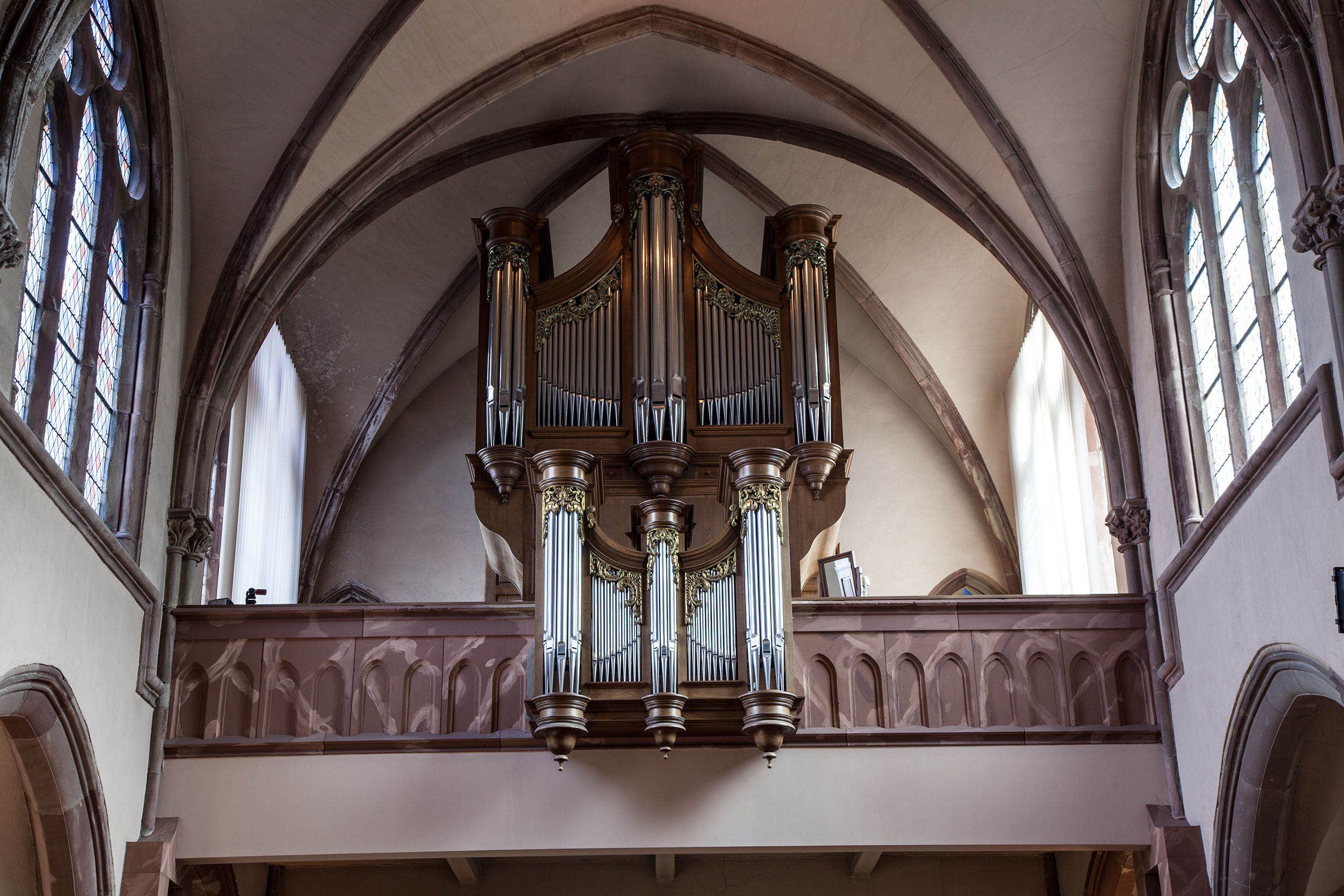
Die von Théo Hærpfer 1988/1997 erbaute Orgel

Die heutige Orgel wurde im Jahr 1988 von Théo Hærpfer aus Boulay neu errichtet und 1997 als letztes Werk des Orgelbauers um ein Rückpositiv, ein Cornet und ein Hautbois im Manual (für letztere wurde das Sifflet aus dem Récit in die Grand-Orgue versetzt) sowie eine Trompete im Pedal erweitert. Der barock anmutende Prospekt ist ebenfalls neu und orientiert sich an Gehäusen von Johann Georg Geib.
Die Orgel hat drei Manuale und Pedal mit 33 Registern und insgesamt 1876 Pfeifen. 
Obwohl das dritte Manual (Récit) wie die beiden anderen Klaviaturen alle Tasten von C–f3 besitzt, erklingen hier erst ab dem "kleinen f" Pfeifen. Üblicherweise wird es für solistische Stimmen/Registrierungen mit der rechten Hand gespielt. Die Trakturen sind vollmechanisch. Das Instrument ist mit leicht ungleichschwebender Temperatur nach  Valotti eingestimmt.
| I Positif de dos C–f3 |                 |       |
| 1.                    | Bourdon         | 8′    |
| 2.                    | Viole de gambe  | 8′-4′ |
| 3.                    | Montre          | 4′    |
| 4.                    | Flûte ouverte   | 4′    |
| 5.                    | Gemshorn        | 2′    |
| 6.                    | Larigot         | 1 ⁄3′ |
| 7.                    | Sesquialtera II |       |
| 8.                    | Plein-jeu III   | 1′    |
| 9.                    | Cromorne        | 8′    |
|                       | Tremblant       |       |

| II Grand-Orgue C–f3 |                 |       |
| 10.                 | Montre          | 8′    |
| 11.                 | Bourdun         | 8′    |
| 12.                 | Flûte traverse  | 8′    |
| 13.                 | Salicet         | 8′    |
| 14.                 | Prestant        | 4′    |
| 15.                 | Flûte B + D     | 4′    |
| 16.                 | Nazard          | 2 ⁄3′ |
| 17.                 | Doublette       | 2′    |
| 18.                 | Sifflet         | 1′    |
| 19.                 | Mixture IV      | 1 ⁄3′ |
| 20.                 | Cornet IV D     |       |
| 21.                 | Trompette B + D | 8′    |
| 22.                 | Voix humaine    | 8′    |
|                     | Tremblant       |       |

| III Récit f0–f3 |                  |        |
| 23.             | Bourdun          | 8′     |
| 24.             | Flûte à cheminée | 4′     |
| 25.             | Nazard           | 2 ⁄3′  |
| 26.             | Flagolet         | 2′     |
| 27.             | Tierce           | 1 3⁄5′ |
| 28.             | Hautbois         | 8′     |

| Pedal C–f1 |             |     |
| 29.        | Soubasse    | 16′ |
| 30.        | Octavebasse | 08′ |
| 31.        | Octave      | 04′ |
| 32.        | Fagott      | 16′ |
| 33.        | Trompette   | 08′ |

- Koppeln: Grand-Orgue/Positif (Schiebekoppel), Grand-Orgue/P

Anmerkungen
1. ↑  1997 hinzugefügt.
2. ↑  C-H 2-fach: 4′ und Auszug aus Bourdon 8′.
3. ↑  C-H aus Bourdon 8′.
4. ↑  Stand ursprünglich im Récit.
5. ↑  1997 ergänzt, ab cis1.
6. ↑  Ersetzt seit 1997 eine andere Trompette, die ins Pedal versetzt wurde.
7. ↑  Wirkt auf G.O. und Récit.
8. ↑  Im Firmenprospekt von 1996 als Oberwerk bezeichnet.
9. ↑  1997 eingebaut, hier stand ursprünglich Sifflet 1′.
10. ↑  Hier stand ursprünglich eine Holztrompete 8′, die 1991 ersetzt wurde.
11. ↑  Die Schleife wurde 1997 hinzugefügt und Trompette aus dem Hauptwerk daraufgestellt.

### Weitere Ausstattungsgegenstände
Der Altar und der Taufstein sind Bestandteil der architektonischen Gestaltung und gehörten zur Erstausstattung. Sie sind – wie auch der gesamte Fußboden – aus hellem Sandstein gefertigt. Der Taufstein besitzt einen viereckigen Fuß mit vier Runddiensten, die mit Kapitellen verziert sind und das massive Taufbecken tragen. Die Kanzel sowie das Kirchengestühl aus Eichenholz sind noch im Original erhalten.

### Glocken

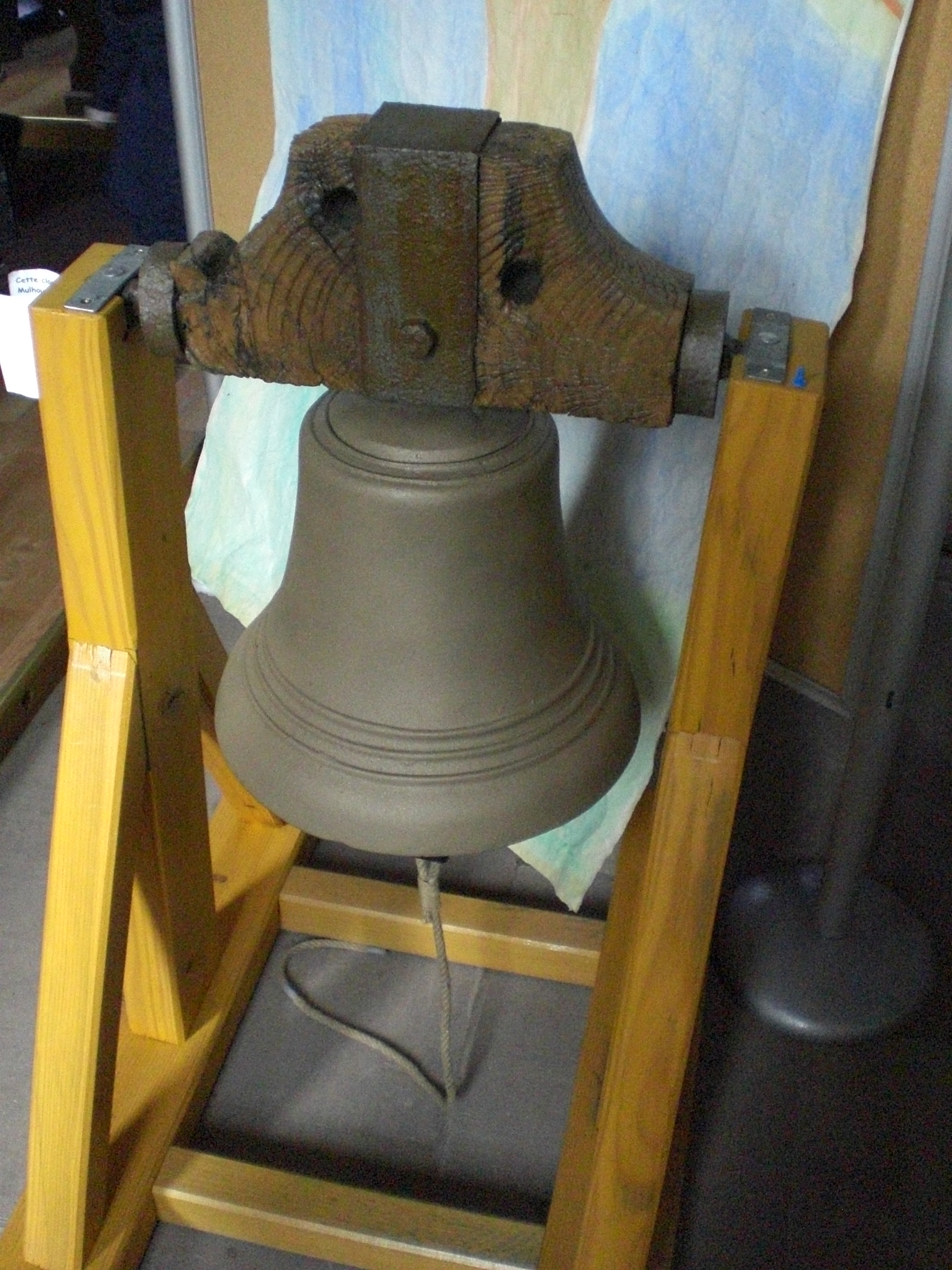
Die alte Glocke von 1847

Die ersten drei Glocken wurden 1847 für den Vorgängerbau gegossen. Am Ausgang steht die kleinste dieser Glocken, die in der Zeit von 1892 bis 1939 als Werksglocke der Forbacher Firma Adt benutzt wurde. Die beiden anderen Glocken mussten 1917 zu Kriegszwecken abgegeben werden. 1924 erhielt die Kirche ein neues Geläut, das 1944 jedoch ebenfalls eingeschmolzen wurde. Das heutige Geläut besteht wiederum aus drei Glocken mit den Stimmtönen fis, gis, h.